# Retropharyngeallymphknoten

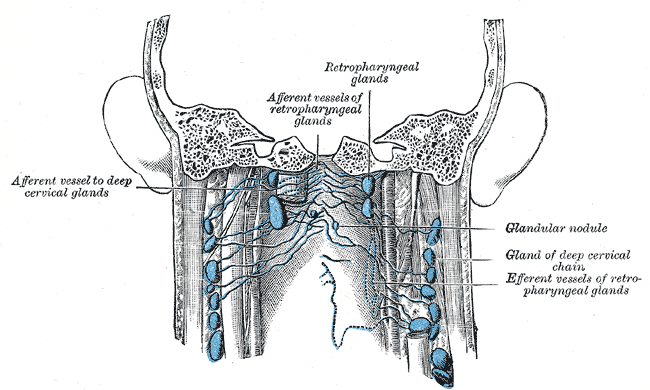
Tiefe Halslymphknoten des Menschen, Retropharyngeallymphknoten hier als retropharyngeal glands bezeichnet.

Die Retropharyngeallymphknoten (Lymphonodi [Lnn.] oder Nodi lymphoidei [Nll.] retropharyngeales) sind eine Gruppe von Lymphknoten an der Hinterwand des Pharynx vor dem ersten Halswirbel. Das Einzugsgebiet (tributäre Gebiet) sind die Mundhöhle samt Zunge, die Nasenhöhle und der Pharynx. Der Lymphabfluss erfolgt über die tiefen Halslymphknoten („Jugularis-interna-Kette“).
In der Tieranatomie werden die Lymphknoten zu einem Lymphzentrum, dem Lymphocentrum retropharyngeum zusammengefasst. Es wird in zwei Lymphknotengruppen gegliedert:
- Die Lymphonodi retropharyngei laterales („seitliche Schlundkopflymphknoten“) liegen unterhalb des Flügels des ersten Halswirbels in der Fossa retromandibularis und werden ganz oder teilweise von der Ohrspeicheldrüse bedeckt. Beim Pferd liegen sie an der lateralen Luftsackbucht. Bei Hunden sind sie oft nicht ausgebildet.
- Die Lymphonodi retropharyngei mediales („zur Mitte liegende Schlundkopflymphknoten“) liegen an der Rückwand des Pharynx, seitlich des Musculus longus capitis, bei Pferden an der Wand der medialen Luftsackbucht. Die Vergrößerung der Lymphknoten kann Schluckbeschwerden verursachen.

Das Lymphocentrum retropharyngeum dient als Durchgangsstation für die Lymphe der anderen Kopflymphknoten und sammelt außerdem die Lymphe der tief gelegenen Strukturen des Kopfes und der kopfnahen Halsmuskeln. Von diesem Lymphzentrum fließt die Lymphe entweder direkt in den Truncus trachealis, bei Pferden über die vorderen tiefen Halslymphknoten indirekt in den Truncus trachealis oder bei Schweinen über einen separaten Lymphstamm in den Buglymphknoten.
In der Diagnostik spielen die Retropharyngeallymphknoten eine Rolle beim Erkennen der Chronic Wasting Disease, da die infektiösen Prionen sich hier schon in einem frühen Stadium der Krankheit anreichern und mittels einer Biopsie nachgewiesen werden können.